# العلاقات النمساوية البلغارية
العلاقات النمساوية البلغارية هي العلاقات الثنائية التي تجمع بين النمسا وبلغاريا.

## مقارنة بين البلدين
هذه مقارنة عامة ومرجعية للدولتين:
| وجه المقارنة                                              | النمسا                                                    | بلغاريا                                                                             |
| --------------------------------------------------------- | --------------------------------------------------------- | ----------------------------------------------------------------------------------- |
| المساحة (كم2)                                             | 83.86 ألف                                                 | 110.99 ألف                                                                          |
| عدد السكان (نسمة)                                         | 8.81 مليون                                                | 7.08 مليون                                                                          |
| الكثافة السكانية (ن./كم²)                                 | 105.06                                                    | 63.79                                                                               |
| العاصمة                                                   | فيينا                                                     | صوفيا                                                                               |
| اللغة الرسمية                                             | اللغة الألمانية، لغة الإشارة النمساوية ‏                   | اللغة البلغارية                                                                     |
| العملة                                                    | يورو، شلن نمساوي، رايخ مارك، شلن نمساوي                   | ليف بلغاري                                                                          |
| الناتج المحلي الإجمالي (بليون دولار)                      | 416.60 مليار                                              | 56.83 مليار                                                                         |
| الناتج المحلي الإجمالي (تعادل القوة الشرائية) بليون دولار | 426.99 مليار                                              | 130.99 مليار                                                                        |
| الناتج المحلي الإجمالي الاسمي للفرد دولار أمريكي          | 43.77 ألف                                                 | 8.03 ألف                                                                            |
| الناتج المحلي الإجمالي للفرد دولار أمريكي                 | 47.68 ألف                                                 | 17.21 ألف                                                                           |
| مؤشر التنمية البشرية                                      | 0.885                                                     | 0.782                                                                               |
| رمز المكالمات الدولي                                      | +43                                                       | +359                                                                                |
| رمز الإنترنت                                              | .at                                                       | .bg، .бг ‏                                                                           |
| المنطقة الزمنية                                           | توقيت وسط أوروبا، ت ع م+01:00، ت ع م+02:00، أوروبا/فيينا ‏ | ت ع م+02:00، ت ع م+03:00، أوروبا/صوفيا ‏، توقيت شرق أوروبا، توقيت شرق أوروبا الصيفي ‏ |

## مدن متوأمة
في ما يلي قائمة باتفاقيات التوأمة بين مدن نمساوية وبلغارية:
- ترتبط غراتس مع برنيك باتفاقية توأمة منذ 1968.[17][17]
- ترتبط فيلز مع فارنا باتفاقية توأمة منذ 1972.
- ترتبط يودنبورغ مع تريافنا باتفاقية توأمة.
- ترتبط فيينا مع صوفيا باتفاقية توأمة منذ 20 نوفمبر 1990.

## منظمات دولية مشتركة
يشترك البلدان في عضوية مجموعة من المنظمات الدولية، منها:
| علم المنظمة | اسم المنظمة                               | تاريخ انضمام النمسا | تاريخ انضمام بلغاريا |
| ----------- | ----------------------------------------- | ------------------- | -------------------- |
|             | الاتحاد الأوروبي                          | 1995                | 2007                 |
|             | وكالة ضمان الاستثمار متعدد الأطراف        | 16 ديسمبر 1997      | 23 سبتمبر 1992       |
|             | الأمم المتحدة                             | 14 ديسمبر 1955      | 14 ديسمبر 1955       |
|             | الفريق المعني برصد الأرض                  | ?                   | ?                    |
|             | مركز تنسيق الحركة في أوروبا ‏              | ?                   | ?                    |
|             | منظمة حظر الأسلحة الكيميائية              | ?                   | ?                    |
|             | منظمة التجارة العالمية                    | ?                   | 1 ديسمبر 1996        |
|             | منظمة الشرطة الجنائية الدولية             | ?                   | ?                    |
|             | منظمة الأمن والتعاون في أوروبا            | 25 يونيو 1973       | 25 يونيو 1973        |
|             | نظام تحكم تكنولوجيا القذائف               | 1991                | 2004                 |
|             | يونسكو                                    | 13 أغسطس 1948       | 17 مايو 1956         |
|             | مجلس أوروبا                               | ?                   | 7 مايو 1992          |
|             | الاتحاد البريدي العالمي                   | ?                   | ?                    |
|             | البنك الدولي للإنشاء والتعمير             | 27 أغسطس 1948       | 25 سبتمبر 1990       |
|             | الاتحاد الدولي للاتصالات                  | 1866                | 18 سبتمبر 1880       |
|             | مؤسسة التمويل الدولية                     | 28 سبتمبر 1956      | 22 يوليو 1991        |
|             | المنظمة الأوروبية لسلامة الملاحة الجوية   | 1993                | 1997                 |
|             | المركز الدولي لتسوية المنازعات الاستشارية | 24 يونيو 1971       | 13 مايو 2001         |
|             | مجموعة أستراليا                           | 1989                | 2001                 |
|             | مجموعة الموردين النوويين                  | ?                   | ?                    |

## أعلام
هذه قائمة لبعض الشخصيات التي تربطها علاقات بالبلدين:
- إلياس كانيتي (25 يوليو 1905[26][27][28] – 14 أغسطس 1994[26][27][28])
- جاكوب إل. مورينو (18 مايو 1889[29] – 14 مايو 1974[30][29])
- كارل جيراسي (29 أكتوبر 1923[31][32][33] – 30 يناير 2015[33])
- كونستانتين يوفانوفيتش (13 يناير 1849[34] – 15 فبراير 1923[34])
- ماريا لويز دي بوربون-بارما (17 يناير 1870 – 31 يناير 1899)

## وصلات خارجية
- موقع وزارة الخارجية النمساوية
- موقع وزارة الخارجية البلغارية